# Історичне фехтування

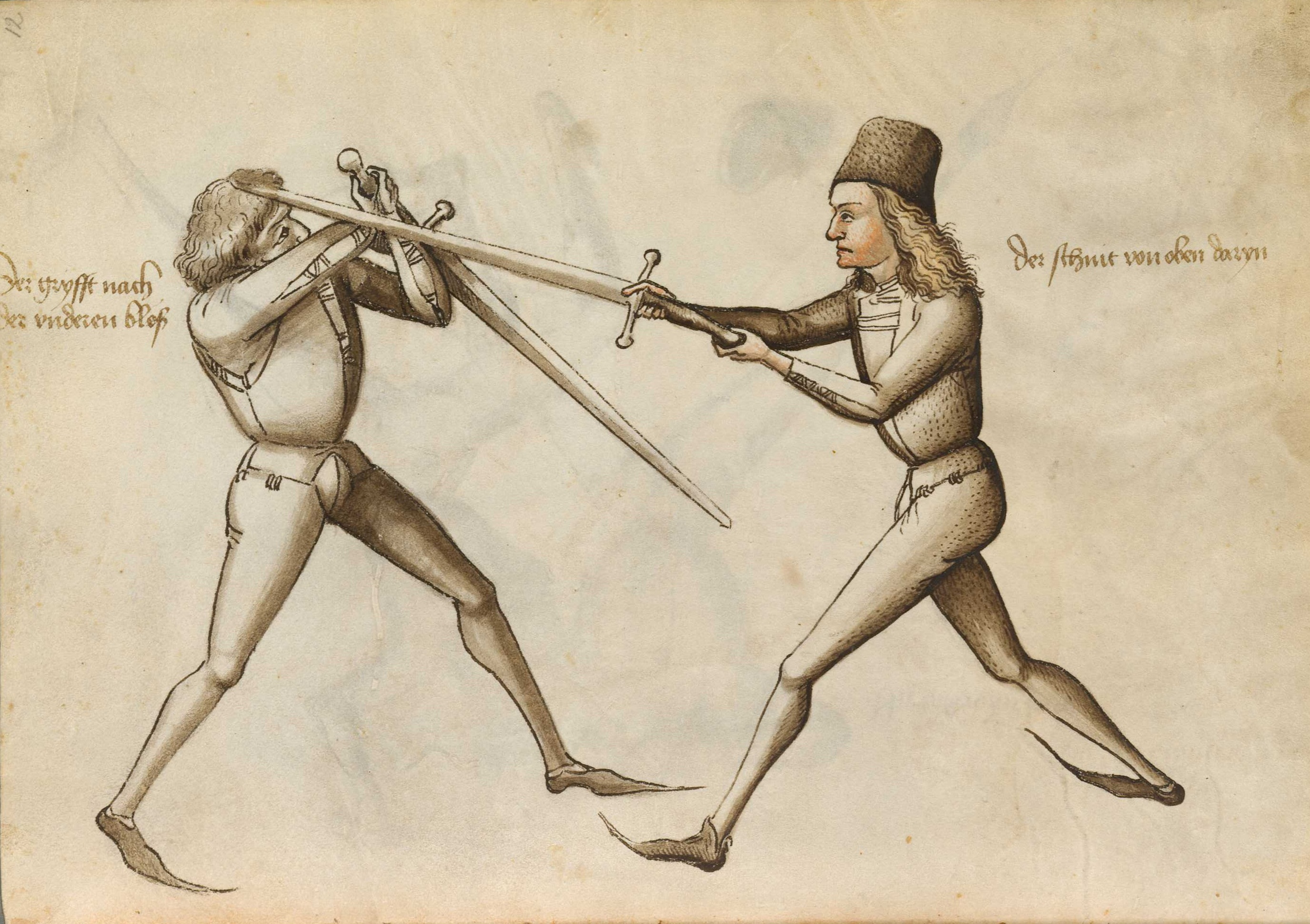
Сторінка з підручника з фехтування XV століття

Історичне фехтування — фехтування холодною зброєю, що має аналоги в минулому. Використовуються масогабаритні (не заточені) копії зброї. Техніка фехтування або аналогічна історичній (відновлюється за історичними підручниками фехтування), або розробляється заново (в спортивному варіанті історичного фехтування). Зазвичай обмежуються або виключаються занадто травмонебезпечні прийоми.
Слід зазначити, що фехтування означає бій сам на сам. Нині[коли?] для турнірів з історичного фехтування також розроблені певні правила. Існують також правила для масових боїв (бугуртів).
Історично фехтування регламентувалось зведенням правил — дуельним кодексом. Окрім шляхетського стану, у Західній Європі фехтування викладалось у якості однієї з дисциплін семінаристам і священнослужителям, а також було обов'язковим предметом вивчення для городян.
Історичне фехтування може бути хобі (історична реконструкція), або професійно-спеціалізованою навичкою. При цьому історичне фехтування не є офіційним видом спорту, і, відповідно, присвоєні в результаті перемоги на змаганнях розряди, звання, атестація тренерів і т. і., не є легітимними. З іншого боку, хоча нині це лише хобі, яке має якусь спортивну складову, існує тенденція на визнання історичного фехтування видом спорту (з включенням до відповідних документів), що може статися при сприятливому збігу обставин.

## Історичне фехтування як хобі
В першу чергу, історичним фехтуванням займаються люди, що відтворюють стиль життя в певну епоху (реконструктори), найчастіше їх методи бою простіші історичних, що потрібно для спортивної та видовищної складової реконструкції поєдинку.
Люди, які захоплюються історичним фехтуванням, зазвичай ставлять собі за мету відновити стиль фехтування, властивий певній епосі, зробити відповідне їй озброєння та спорядження. Кінцевий результат можна лише умовно вважати історично достовірним, оскільки технічна і теоретична база, на яку спираються клуби реконструкції, має певні обмеження через питання безпеки бою. За останнє десятиліття достовірність реконструкції екіпірування значно збільшилася.
Для історичного фехтування, як спортивного хобі, регулярно проводяться турніри, що являють собою суміш спортивних змагань і феєричного шоу. На таких турнірах учасники б'ються не заточеною зброєю, намагаючись відтворити існуючі історичні правила або використовуючи адаптовані (спортивні) правила фехтування. Історичні макети зброї виготовлені зі сталі, їх вартість може значно відрізнятися в залежності від якості виконання макета і цілі його виготовлення (парадний, турнірний, тренувальний). Крім того, на турнірах проводяться змагання лучників.

## Історичний середньовічний бій
Історичний середньовічний бій — досить молодий неофіційний сучасний вид спорту. Це повноконтактна боротьба з використанням не заточених масогабаритних копій наступальних та оборонних елементів озброєння, характерних для середньовіччя. Бійці одягнені в повний обладунок, що, як і зброя, зроблений за історичними зразками. Удари наносяться в будь-які частини тіла (з урахуванням обмежень, зафіксованих в правилах), дозволені як ударні, так і борцівські прийоми.
На відміну від показових боїв, які часто проводяться на фестивалях історичної реконструкції середньовіччя, спортивні бої йдуть в повний контакт, судяться спортивними арбітрами, які мають спеціальну підготовку і досвід участі в боях.

## H.E.M.A.
Н.Е.М.А. (Historical European Martial Arts, Історичні Європейські Бойові Мистецтва) — на цей час[коли?] це найпопулярніший напрямок історичного фехтування у світі[джерело?], який стрімко розвивається. Це сучасний синтез аматорського фехтування, спорту, вивчення історії, історії зброї, теорії та практики його застосування.
Маловідомо, але в різних країнах Європи існували розвинуті системи володіння холодною зброєю, боротьби та рукопашного бою. В обладунках і без них, пішим і на коні, на вулиці, на полі бою і в суді люди постійно стикалися з необхідністю захищати себе в умовах, коли кожен був озброєний.
Таке середовище породило безліч різних шкіл фехтування, конкуруючих між собою. Деякі з них виявилися особливо ефективні. Спадщина майстрів цих шкіл і є предметом вивчення HEMA-руху.
Для цього тисячі ентузіастів з усього світу вивчають історичні джерела, які дійшли до нас: старовинні манускрипти та книги, що містять в собі техніки фехтування різними видами зброї.
Джерела перекладаються на сучасні мови й ретельно вивчаються. Отримана таким чином теорія фехтування інтерпретується через вправи зі зброєю, перетворюючись в практичну техніку. Техніка випробовується і перевіряється в навчальних спарингах і поєдинках на турнірах.
Зародившись наприкінці XX століття в архівах і бібліотеках, як теоретична дисципліна, предмет вивчення окремих істориків, HEMA-рух виріс до всесвітнього популярного хобі, до аматорського фехтування з визнаними чемпіонами Європи, США та Росії, до національних видів спорту у деяких країнах і до міжнародної федерації та міжнародних ліг, які об'єднують тисячі людей.